# Cariàtides d'Eleusis
En l'antiguitat, dues grans Cariàtides dels Propileus Menors decoraven el santuari de la dea grega de l'agricultura Demèter a Eleusis (Grècia) com a suport arquitectònic en comptes de columnes. Després de la cristianització de l'Imperi romà, una de les cariàtides fou anomenada Santa Demetra pels vilatans i venerada com a patrona de l'agricultura i les collites. La cariàtide la va trobar a Eleusis al 1801 l'anglés Edward Daniel Clarke, que la "donà" a la Universitat de Cambridge; ara l'exposen al Museu Fitzwilliam.
La segona Cariàtide B, conservada en millor estat que Santa Demetra, la desenterraren a Eleusis uns noranta anys després que se n'emportaren l'altra, i s'exposa al Museu Arqueològic d'Eleusis.
Grècia ha demanat la restitució de l'altra cariàtide.

## Datació i culte cristià

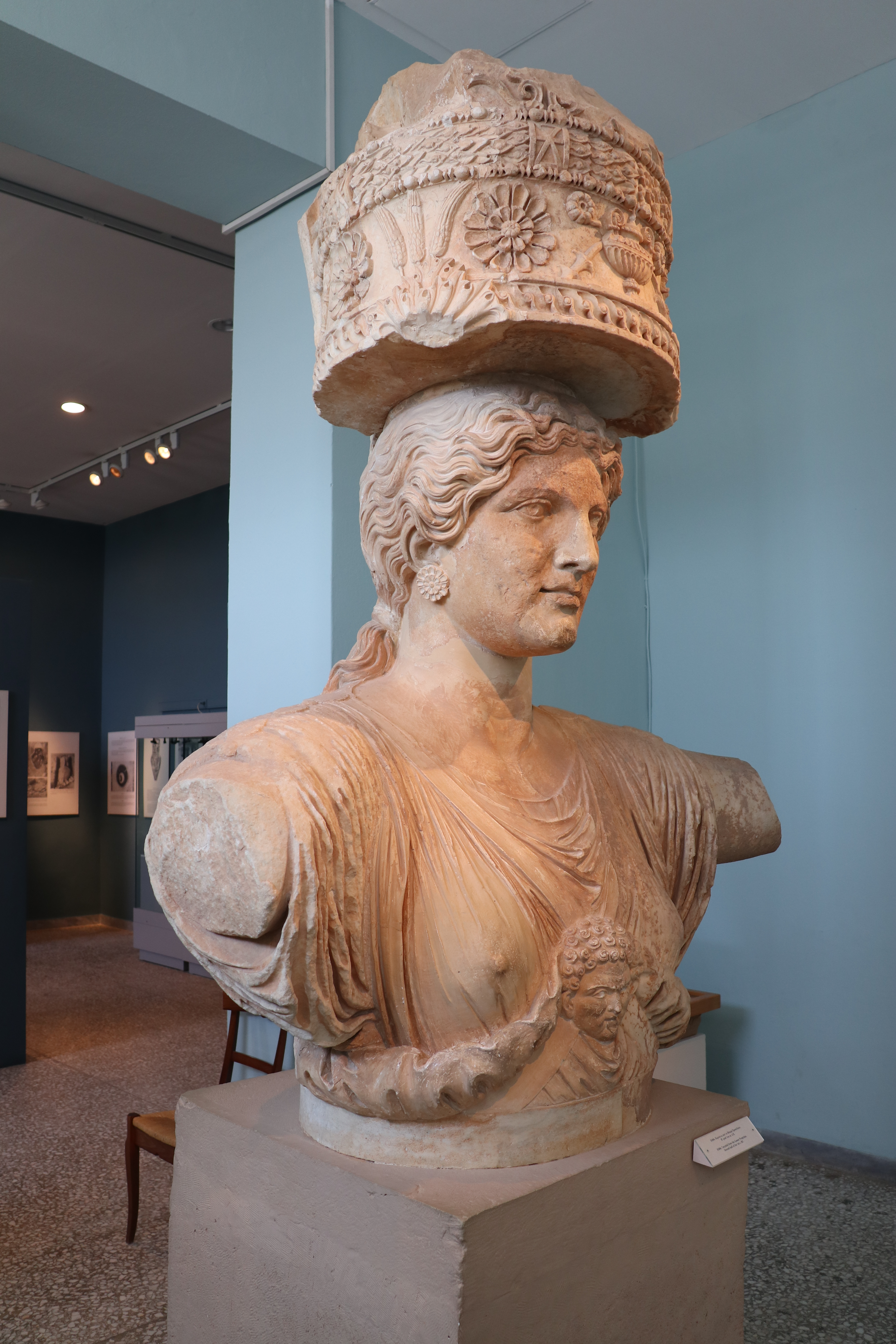
Cariàtide B Museu Arqueològic d'Eleusis

S'ha suggerit que la parella eren retrats idealitzats de les filles d'Api Claudi Pulcre, el cònsol romà que dedicà la porta que sostenien, entre el 54 i el 48 abans de la nostra era.
Tot i que l'emperador Teodosi I el Gran promulgà l'Edicte de Tessalònica, prohibint el paganisme en l'Imperi romà, la gent a Grècia continuava adorant Demèter, llavors sobrenomenada "santa Demetra", com a patrona de l'agricultura. Eleusis venerava la cariàtide com a icona de santa Demetra, i la cobria de flors i garlandes, perquè creien que la dea era capaç d'aportar fertilitat als camps i beneir les collites. Les històries sobre santa Demetra tenien moltes semblaces amb el mite del rapte per Hades de la filla de Demèter Persèfone, només que en el context cristià la xiqueta havia estat raptada per un turc. El culte a l'estàtua no canonitzada de santa Demetra (en grec: Αγία Δήμητρα) anava contra les tradicions de l'Església iconoclasta i aquestes tradicions van continuar fins i tot després de la caiguda de l'Imperi romà d'Orient, fins a ben entrada l'època otomana.
L'estàtua va ser assenyalada el 1676 pel viatger George Wheler, i per alguns ambaixadors que havien presentat sol·licituds als otomans per a retirar-la, sense èxit. Cap al 1765-1766, l'antiquari Richard Chandler, juntament amb l'arquitecte Nicholas Revett i el pintor William Pars, visitaren Eleusis i esmentaren l'estàtua, així com el folklore local sobre ella.

## Exili
El 1801, el clergue anglés Edward Daniel Clarke i el seu ajudant John Marten Cripps van aconseguir que el governador turc d'Atenes autoritzàs, amb suborn, l'exili de Santa Demetra, amb l'ajuda de Giovanni Battista Lusieri, un artista italià que llavors era ajudant de Thomas Bruce Elgin.
Clarke s'endugué l'estàtua per la força, després de subornar el voivoda local d'Atenes i obtenir un edicte perquè la població temia que la retirada de Santa Demetra provocàs la pèrdua de les seues collites. Clarke, però, va tenir èxit, malgrat que amb dificultats. La vespra del trasllat, un bou es deixà anar del ronsal i s'abraonà amb les banyes contra Santa Demetra; els vilatans s'alarmaren perquè ho van considerar un mal presagi per a les collites. Clarke els assegurà que no sofririen pas cap mal i va portar un sacerdot cristià d'Egina que primer va trencar el sòl al voltant de l'estàtua per a demostrar que no passaria res. A més a més, el 23 d'abril del 1802, el vaixell que transportava l'estàtua naufragà enfront de la costa sud-est d'Anglaterra, tot i que Santa Demetra va ser recuperada l'any següent. Quant als eleusins, l'any següent van tenir una bona collita, la qual cosa confirmava la seua creença que un dia els seria retornada la cariàtide; però després va venir una ratxa d'anys dolents consecutius, dels quals se'n van culpar a ells mateixos per haver permés que s'emportassen Santa Demetra.
Van donar Santa Demetra juntament amb altres troballes a la Universitat de Cambridge el 1803; l'estàtua de Demèter s'exposaria a la Biblioteca Universitària. El 1865 la col·lecció es traslladà al Museu Fitzwilliam de Cambridge.
El 2022, el municipi d'Eleusis va demanar al museu que retornàs Santa Demetra a Grècia.

## Descripció
Les cariàtides són quasi idèntiques, tret pels grans danys que presenta Santa Demetra, en comparació amb la Cariàtide d'Eleusis. D'altra banda, d'ambdues només es conserven hui el tors colossal, el cap i el tocat, tot i que el més probable és que ambdues representassen originàriament una figura de cos sencer, amb els braços alçats per sobre del cap per a sostenir l'objecte cilíndric que es balanceja sobre ella, la "cista", que era un tipus de recipient utilitzat sovint per a guardar cosmètics. Les cistes que sostenien les cariàtides probablement contenien objectes sagrats per als ritus que se celebraven a Eleusis, malgrat que no se'n té constància.
Els vasos d'ambdues cariàtides estan decorats amb emblemes i objectes relacionats amb els rituals dels misteris d'Eleusis, com ara espigues de dacsa, rosetes, pastissos i manolls de murta. Just damunt del front de cada figura hi ha tallat un plemochoe, és a dir, un recipient on probablement es guardava el ciceó, que era la beguda sagrada emprada en la iniciació en el culte de Demèter i Persèfone.

Les dues sacerdotesses porten dues túniques cadascuna, subjectades al pit amb tirants encreuats en diagonal; el pit està decorat a més amb un fermall de gorgoneu. El rostre de Santa Demetra, que ja no es conserva pas, s'inclinava cap a l'esquerra, com si miràs cap avall els que passaven en processó per la porta situada a sota. El rostre de la Cariàtide B està molt millor conservat, i fa 196 cm d'alt i 150 cm  d'ample.

Cariàtides d'Eleusis
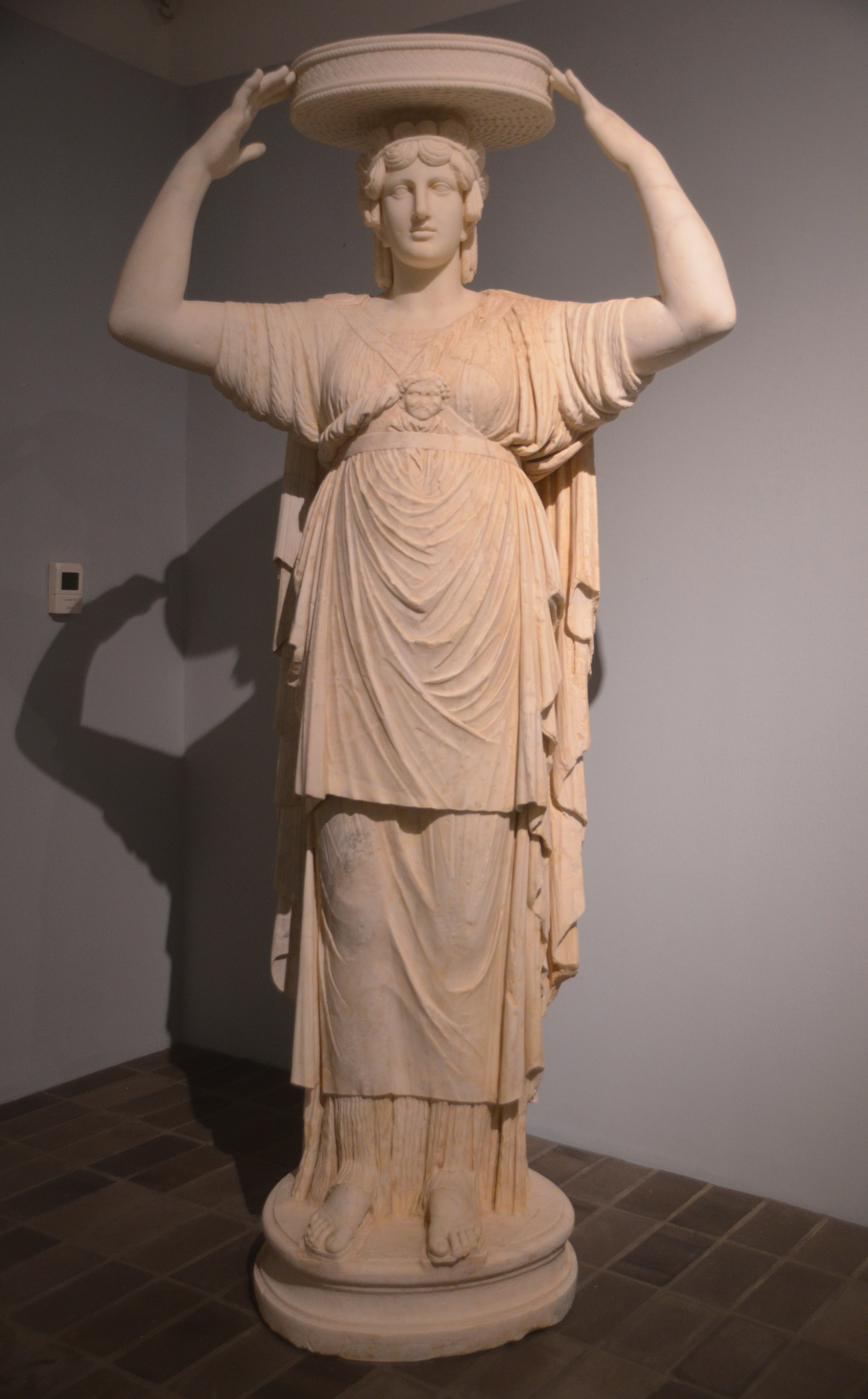
Cariàtide de Torlonia de tipus d'Eleusis
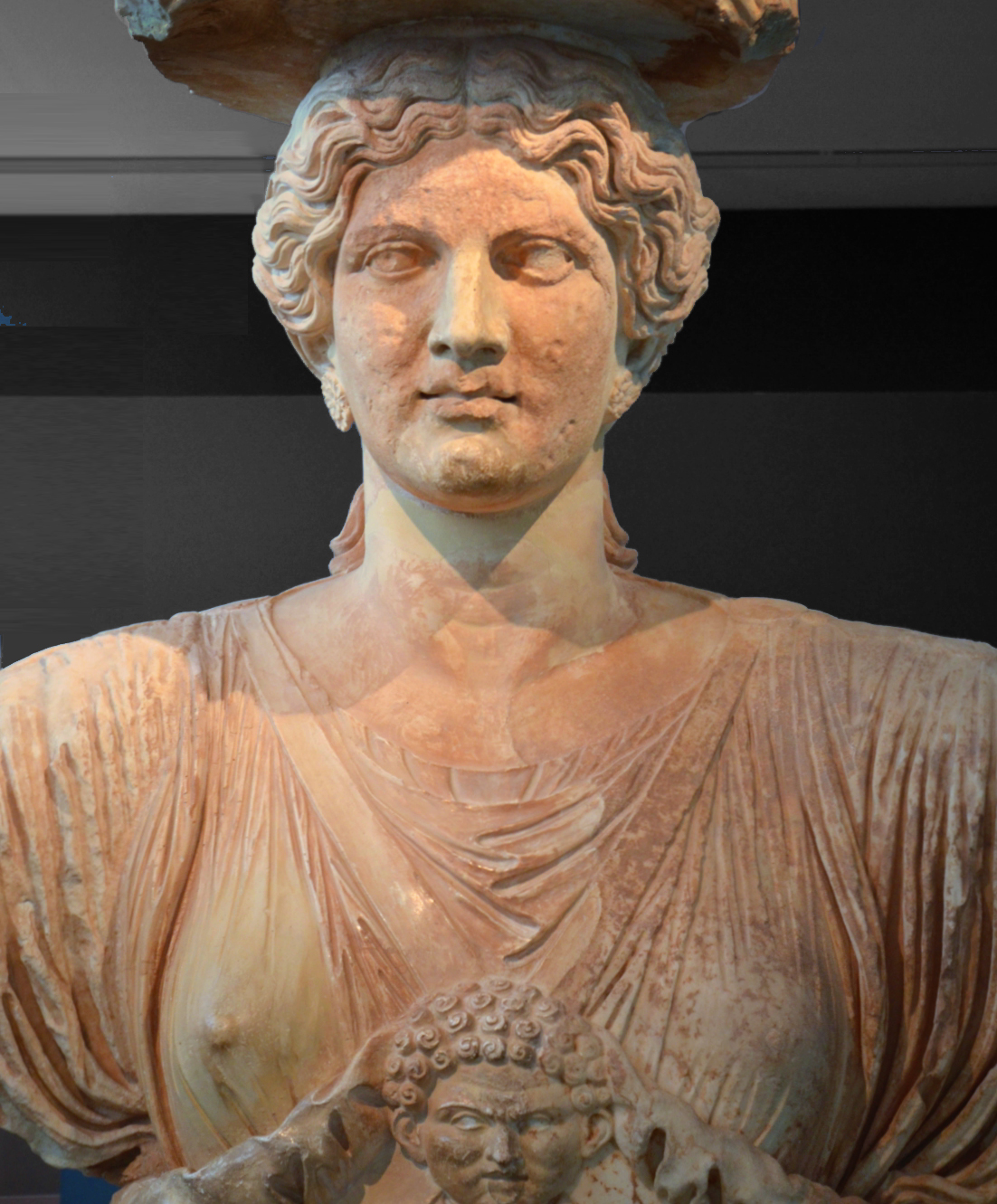
Rostre de la Cariàtide B
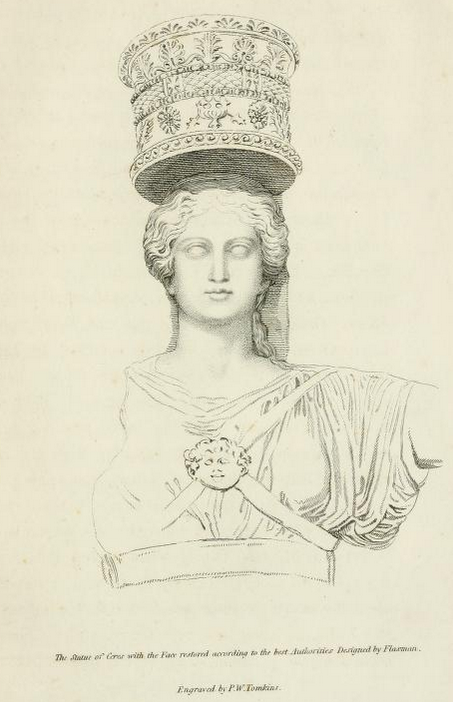
Gravat de P. W. Tomkins
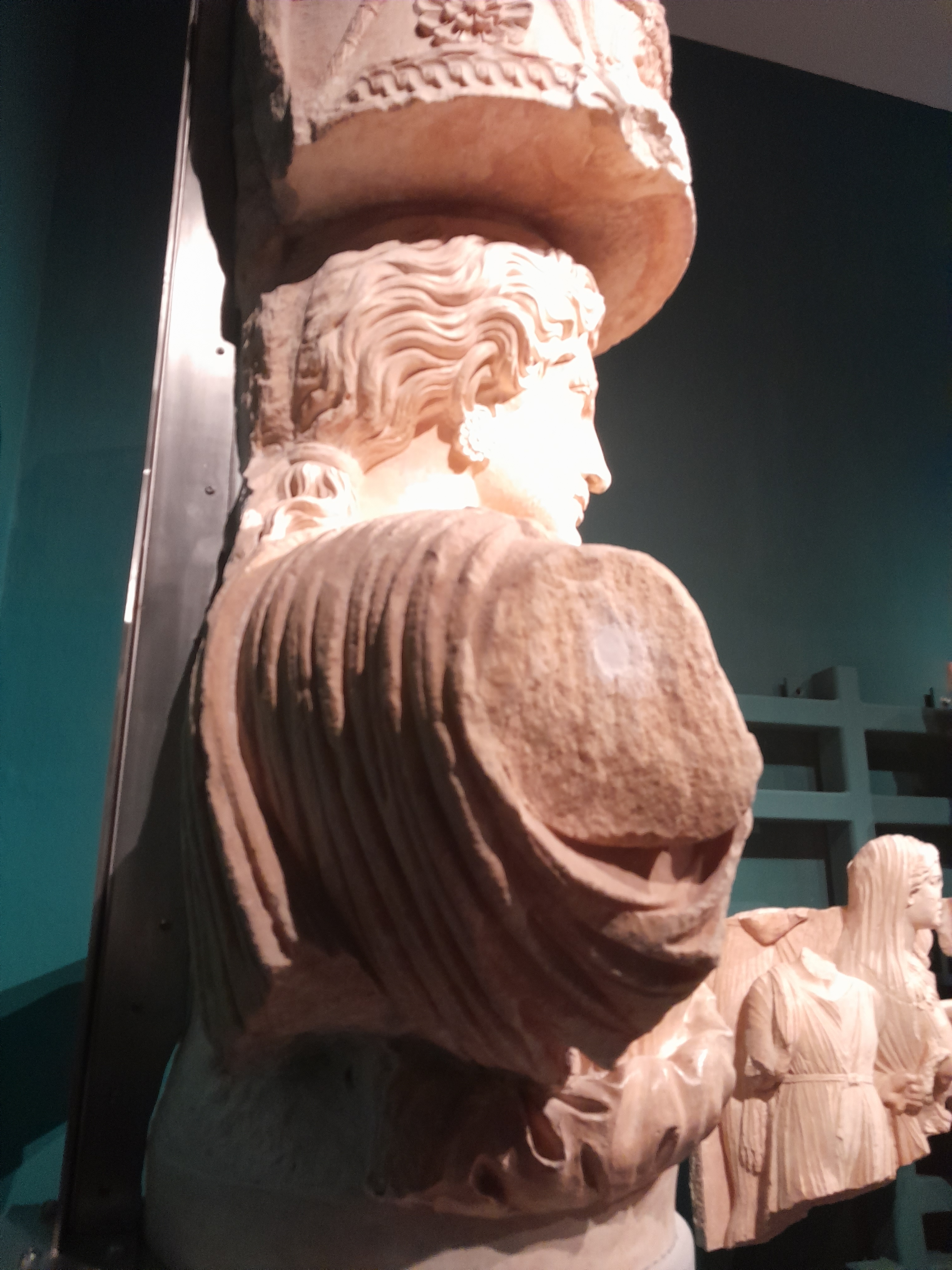
Vista posterior